# Micromischodus sugillatus
Micromischodus sugillatus är en fiskart som beskrevs av Roberts, 1971. Micromischodus sugillatus ingår i släktet Micromischodus och familjen Hemiodontidae. Inga underarter finns listade i Catalogue of Life.